# Mode de production asiatique
Le mode de production asiatique (MPA) (en allemand : Asiatische Produktionsweise) est, selon la conception marxiste de l'histoire, un terme désignant le mode de production particulier ainsi que la formation socio-économique lui correspondant, mis en évidence par l'étude du caractère des relations sociales avant tout en Égypte et en Chine antiques. Selon certains historiens, il aurait également eu cours en Grèce et en Italie antiques avant la transition au système esclavagiste en Grèce, dans la Rome antique ainsi qu'en Crète, en Asie Mineure, au Cambodge, en Afrique ou en Amérique latine.
Le terme fait l'objet de nombreuses controverses parmi les historiens, marxistes ou non. Marx lui-même n'a jamais écrit quoi que ce soit de définitif à son propos, et il a constamment réinterprété ce concept avant de paraitre l'abandonner. Cependant, le concept a connu un regain d'intérêt avec les recherches de Karl Wittfogel et sa théorie de l'empire hydraulique (en).

## Le mode de production asiatique dans la théorie de Marx
Le terme « mode de production asiatique » figure dans la correspondance de Marx et Engels ainsi que dans plusieurs de leurs articles, comme par exemple « La domination britannique en Inde ». Le facteur déterminant de cette formation, telle que considérée par Marx dans la plupart de ses écrits (voir ci-dessous pour l'évolution du concept), est l'absence de propriété privée de la terre. Pour Marx, ce système est en quelque sorte une prolongation « naturelle » de la communauté primitive, sans division de la société en classes (« formation primaire »). Le mode de production asiatique constitue pour Karl Marx la première des « quatre époques progressives de la formation sociale économique » : asiatique, antique, féodal et bourgeois moderne. La notion semble inspirée pour part des idées développées par Aristote dans ses Économiques.

### Caractéristiques
Les points suivants sont jugés caractéristiques du mode de production asiatique :
- Mode particulier de propriété. Absence de propriété privée de la terre, absence presque totale de propriété privée en général (bien qu'un usage ou qu'une possession à titre privé puisse exister) ;
- Faible développement du commerce. L'échange de marchandises joue un rôle de second rang, ne concernant que les produits alimentaires excédentaires.
- Mode particulier d'exploitation. Tout autant distincte de l'esclavage classique que du servage qui ont existé en Europe – une forme d'« esclavage général » (l'individu ne possédant aucune propriété, en retour, il devient lui-même en quelque sorte propriété de la communauté). Les signes particuliers de ce mode d'exploitation sont :
  - Exploitation de la force de travail gratuite de grandes masses de paysans par la corvée ou les taxes (tribut) ;
  - Utilisation d'une main d'œuvre à bon marché pour la construction de projets grandioses (comme la Grande Muraille de Chine) ;
  - Exploitation par l'intermédiaire d'institutions collectives, formées de communes agraires ;
  - Gouvernement autoritaire centralisé, système étatique despotique.
- Contrôle de l'État sur les moyens de productions fondamentaux (bien souvent, l'accès à l'eau).

### Division sociale
Dans le cadre de cette formation socio-économique, la société est divisée en deux grands groupes : la paysannerie et la bureaucratie étatique (soutenue par le clergé, etc.). La paysannerie est en théorie libre, mais l'impossibilité de vendre la terre et les redevances à payer à l'État rappellent la dépendance féodale qui a eu cours en Europe. Là où l'esclavage existe, les esclaves sont très peu nombreux et ne sont pas employés à la production de marchandises en masse, mais plutôt en tant que simples domestiques. Les artisans et marchands sont eux aussi peu nombreux, le commerce est moins développé en comparaison aux sociétés esclavagistes. Il n'y a pas de stricte division en classes ni en castes – cette division n'est ni héréditaire, ni établie par la religion ou par la loi, bien que la mobilité sociale soit faible dans la pratique. La hiérarchie sociale est formée de fonctionnaires et se complète par un système de sélection (comme les examens impériaux en Chine).
La couche dirigeante est représentée par l'État, en la personne de ses fonctionnaires et bureaucrates. Qui plus est, la place au sein de la hiérarchie dirigeante n'est pas déterminée par la propriété de moyens de production – au contraire, c'est la position dans la hiérarchie qui détermine, entre autres, le statut économique du fonctionnaire. La couche dirigeante de fonctionnaires exploite les communautés paysannes non pas sur base d'une propriété des moyens de production, mais du fait de la relation personnelle entre les communautés paysannes et le système étatique dans la société et dans l'économie.

### Base productive
Le mode de production reste très peu différencié et n'a pas d'organisation au-delà du niveau de l'échelon local. La commune paysanne quasi-autonome (l'artisanat est surtout à domicile) en constitue la base sociale. L'horizon de la plupart des habitants est extrêmement borné, ils ne se préoccupent aucunement de politique nationale. L'organisation est réfractaire à tout progrès. De ce fait, ces sociétés sont parmi les plus stables jamais connues dans l'histoire, on y parle de « mode de vie millénaire », etc. L'inertie au niveau local contraste fortement avec les chocs au niveau national, les guerres de dynastie et les luttes contre les envahisseurs étrangers. C'est que ces conflits ne concernent que différentes factions rivales au sein de l'élite dirigeante, à moins qu'il ne s'agisse d'étrangers désireux de prendre leur place (Mongols en Chine, Moghols en Inde, Turcs à Byzance, etc.). À aucun moment, les dirigeants ne touchent à la base socio-économique. De temps à autre, une mauvaise gestion au niveau national se fait ressentir en termes de famines causées par le mauvais entretien des canaux d'irrigation ou des routes, ou encore à de trop fortes taxes: elle suscite une révolte paysanne de masse dont la victoire consiste uniquement à placer un des leurs à la tête de l'État, constituant ainsi une nouvelle dynastie. C'est ce cycle qui fait dire à Marx que « L'histoire de l'Inde (et de la Chine, etc.) n'est que l'histoire des différents envahisseurs se succédant à la tête du pays », et que « L'Asie s'est endormie dans l'histoire », contrastant avec l'Europe constamment poussée de l'avant par ses contradictions sociales.

### Idéologie
Sur le plan idéologique, le mode de production asiatique se caractérise par la fusion du pouvoir étatique et religieux (rois-prêtres, pharaons, bureaucratie céleste, etc.), et par une grande importance accordée au groupe plutôt qu'à l'individu (en particulier dans les sociétés hydrauliques comme la Chine, mais c'est aussi le cas en Afrique).
Une autre caractéristique des religions asiatiques, qui selon la théorie marxiste constitue une réflexion sur le plan idéologique de la réalité concrète du mode de production asiatique, est la croyance en l'éternelle répétition de cycles historiques et naturels, en l'immuabilité de la société et de l'univers en général. Cela se traduit également par la croyance en la réincarnation plutôt qu'en une seule vie dont le résultat mène soit à l'enfer soit au paradis (bien qu'une forme de paradis soit présente avec le nirvana hindouiste et bouddhiste, ainsi que dans le confucianisme).
Cela ne veut pas dire que les luttes idéologiques n'existent pas : certaines analyses présentent le confucianisme en Chine comme étant l'idéologie représentant le parti de la couche dirigeante, tandis le taoïsme est celle du parti de la commune villageoise.

## Évolution du concept chez Marx
Selon la version des idées de Karl Marx et de Friedrich Engels enseignée en URSS sous Staline, toute société humaine passe tour à tour par l'esclavage, le féodalisme et le capitalisme au fil de son développement, tendant inévitablement au socialisme. Cependant dans leurs écrits sur les formations économiques précapitalistes, rédigés entre 1857 et 1859, Marx et Engels mentionnaient également un mode de production « asiatique », qui aurait selon eux précédé les sociétés esclavagiste et féodale.
Les premières mentions du mode de production asiatique apparaissent dans la correspondance entre Marx et Engels en 1853 ainsi que dans l'article La domination britannique en Inde. Dans la préface de son œuvre Critique de l'économie politique(1859), Karl Marx affirme que « les modes de production asiatique, antique, féodal et bourgeois moderne peuvent être qualifiés d'époques progressives de la formation sociale économique ». Une description de certains aspects particuliers du mode de production asiatique apparait aussi dans les derniers ouvrages des fondateurs du marxisme (notamment Le Capital et l'Anti-Dühring). De nouvelles découvertes archéologiques et anthropologiques généralisant la notion d'un système de communauté primitive et de son ancienneté (surtout celles de Lewis Henry Morgan), ont ensuite mené à une conception plus élaborée du mode de production « asiatique ». En outre, au fil du temps, le point de vue de Marx s'est quelque peu modifié. Dans la période plus tardive de son activité (1870-1880), il paraît carrément cesser de mentionner le mode de production asiatique dans ses écrits.

## Karl August Wittfogel
En 1957 parut Le Despotisme oriental : une étude comparative du pouvoir total (Oriental Despotism: A Comparative Study of Total Power), dont l'auteur était l'historien allemand-américain Karl August Wittfogel, à l'époque militant marxiste et communiste. S'appuyant sur le concept du mode de production asiatique introduit par Marx, Wittfogel y analyse les despotismes orientaux au fil de l'histoire, et identifie un point commun entre ceux-ci – la grande importance de l'irrigation pour la conduite de l'agriculture, imposant la nécessité vitale d'une gestion collective et centralisée de ces sociétés agraires. Wittfogel nomme de tels systèmes sociétaux « empires hydrauliques » (en anglais : hydraulic empire).
Tous ces systèmes, selon Wittfogel, ont en commun les caractéristiques suivantes :
- absence de propriété privée de la terre ;
- suppression de la concurrence du marché et de la propriété privée ;
- absence de classes sociales ;
- pouvoir absolu exercé par une bureaucratie étatique centralisée ;
- pouvoir absolu du dirigeant à la tête du système bureaucratique.

Passant à l'époque moderne, Wittfogel va ensuite plus loin en exprimant sa perception d'une similitude entre les « empires hydrauliques » du passé et le système politique mis en place en URSS et en Allemagne nazie. Wittfogel en arrive à la conclusion qu'en URSS a été construit non pas le socialisme, mais une variante moderne de despotisme asiatique, reposant sur le mode de production asiatique.

## Controverse en Union soviétique

### Première controverse
La première controverse en Union soviétique concernant le mode de production asiatique a eu lieu dans les années 1920-30 : certains historiens soviétiques qui se trouvaient dans le cadre de la dichotomie « Est-Ouest », tentaient de cette manière d'expliquer le caractère unique du mode de production asiatique, qui n'existait que dans les sociétés orientales, en opposition au système esclavagiste institué en Grèce et dans la Rome antiques, et partant, défendaient la non-linéarité et la diversité du processus historique (Lajos Magyar (en), Vissarion Lominadze (en), Eugène Varga). Ce débat était encouragé tout autant par la montée du mouvement de libération nationale dans les pays d'Asie et d'Afrique, que par le désir du gouvernement soviétique et du PCUS d'exporter la révolution prolétarienne en Orient.
Ces historiens s'opposaient aux partisans de l'interprétation marxiste linéaire de l'histoire, qui étendaient la zone géographique du système « communiste primitif » pour en arriver à la conclusion de l'existence d'un tel mode de production non seulement au début des périodes de développement des sociétés orientales, mais de l'humanité dans son ensemble, ce qui en faisait un stade universel (par exemple, il s'observait dans la société égéenne, à Rome à l'époque de la royauté et au début de la république, et
dans la civilisation mésoaméricaine) ; d'un autre côté, on voyait également certaines sociétés orientales comme l'Égypte antique du Nouvel Empire ou l'Empire perse des Achéménides se rapprocher du développement de sociétés esclavagistes classiques lors de périodes de campagnes militaires massives. Le mode de production asiatique apparaissait dans ce cadre comme un simple chaînon évolutionnaire entre le communisme primitif et la société esclavagiste.
La particularité de cette première controverse était que peu d'orientalistes professionnels se comptaient parmi ses principaux protagonistes. C'est pourquoi les débats des années 1920 étaient plutôt pauvres en faits historiques concrets, et se fondaient sur une base orientaliste fort étroite.
Après ce débat, les partisans de la reconnaissance du mode de production asiatique ont subi d'âpres critiques, et le seul schéma d'évolution sociétale qui a été repris dans la science soviétique officielle était une progression en cinq étapes : communauté primitive, esclavagisme, féodalisme, capitalisme et communisme, dont la première phase était celle du socialisme. Le mode de production asiatique n'était nulle part mentionné : toutes les sociétés orientales antiques étaient considérées comme esclavagistes, et toutes les sociétés médiévales – comme féodales. Le schéma à cinq étapes, inscrit dans la propagande soviétique du « marxisme-léninisme », demeura le schéma dominant de la science historique soviétique tout au long de l'existence de l'URSS.
La tombée en disgrâce du mode de production asiatique est notamment due à la position d'un des orientalistes soviétiques les plus éminents du moment – l'égyptologue et assyriologue Vassily Strouve (en). Il semble que ce soit Strouve lui-même qui ait été à l'origine des « cinq étapes » (1933).

### Seconde controverse
La seconde controverse autour du mode de production asiatique (1957-1971) est apparue dans le sillage de la résurgence du mouvement anticolonial après la Seconde Guerre mondiale, attisée par la publication de plusieurs œuvres jusque-là méconnues de Marx et par le regain de vie sociale et culturelle à la suite du XXe Congrès du PCUS (voir déstalinisation). C'est au cours de cette controverse que furent avancés plusieurs notions fondamentales du mode de production asiatique. En fin de compte, le débat s'étendit à une discussion générale des problèmes concrets de théorisation du processus historique, avec l'apport de la conception d'auteurs occidentaux qui soulignaient la similitude entre le mode de production asiatique et le « socialisme » sous sa forme soviétique (Karl August Wittfogel, Roger Garaudy), le point de vue d'Aron Gourévitch sur le caractère « personnel » des sociétés précapitalistes, etc. C'est au cours de cette période qu'a été organisée la conférence de Moscou de 1965 consacrée à la problématique du mode de production asiatique, à laquelle ont participé d'illustres historiens soviétiques, français, hongrois et allemands.
Après la destitution de Khrouchtchev en 1964 (et surtout après le « printemps de Prague » en 1968), la controverse s'est tue peu à peu. Cependant, la discussion des questions soulevées ne s'est pas interrompue pour autant, et c'est pourquoi on peut parler d'une troisième controverse (1971-1991) consistant en une période « clandestine » au cours des années de « stagnation » sous Brejnev, et d'une période d'échange actif d'idées pendant les années de la « pеrеstroïka». Beaucoup de points de vue divergents ont été exprimés sur les caractéristiques de l'évolution des sociétés orientales. Le débat a particulièrement fait rage de 1987 à 1991.

### Étape finale
Au début des années 1990, avec l'affaiblissement de la censure et l'évincement du monopole idéologique du PCUS, de nombreux auteurs commencèrent à s'exprimer ouvertement sur la grande importance de la conception du mode de production asiatique pour la compréhension de la nature du socialisme et de l'histoire de la Russie dans son ensemble (Chafarévitch 1977, Afanassyev 1989, Vassilyev 1989, Nuréev 1990, etc.). L'idée est que la discussion sur le mode de production asiatique en URSS mena à de nouvelles interprétations de l'histoire des sociétés primitives et de la naissance des civilisations.

### Point de vue des historiens russes avant et après la perestroïka
Au cours du débat sur le mode de production asiatique se formèrent de nouveaux schémas d'évolution sociétale, distincts du schéma en cinq étapes. On trouve à présent des schémas à six étapes : entre le communisme primitif et l'esclavagisme, les chercheurs parlent de mode de production asiatique (ou politaire, ou tributaire, etc.) (Youri Semionov). D'autres, plus populaires, comptent quatre étapes : au lieu d'esclavagisme et de féodalisme, on parle de « grande formation féodale » (Youri Kobichtchanov), de « société à états/castes » (V. Iliouchetchkine), ou encore de « formation secondaire » (Léonide Grinine (en)), en tant que seule formation pré-capitaliste. Mis à part ces schémas d'évolution linéaires, sont apparus des schémas plurilinéaires, établissant une divergence entre la civilisation occidentale et les sociétés orientales. L'approche multilinéaire de l'histoire mondiale est surtout défendue par Léonide Vassilyev, Andreï Korotaïev et Nikolaï Kradine (en). Bien que l'on puisse dire de beaucoup d'entre eux, comme Andreï Foursov, qu'ils sortent du cadre de la théorie marxiste en tant que telle.
À partir du milieu des années 1990, on peut parler de la mort scientifique du schéma évolutionniste à cinq étapes. Même ses plus ardents défenseurs de la fin du XXe siècle ont reconnu son inconsistance. En 1990, V. Nikiforov, peu de temps avant sa mort, a, lors d'une conférence consacrée aux particularités du développement historique de l'Orient, publiquement reconnu que la conception à quatre étapes de Youri Kobichtchanov ou de V. Iliouchetchkine décrivait de manière plus adéquate le cours du processus historique.
En même temps, le départ du schéma traditionnel à « cinq étapes » n'a pas forcément en soi entraîné une reconnaissance du mode de production asiatique, dont la réalité de l'existence reste un sujet de disputes entre historiens jusqu'à présent.